# جودي رييس
جودي رييس (بالإسبانية: Judy Reyes)‏ وهي ممثلة تلفزيون أمريكية ولدت في يوم 5 نوفمبر 1967 في مدينة برونكس، نيويورك سيتي، نيويورك في الولايات المتحدة، مثلت دور كارلا إيسبينوزا في مسلسل سكرابز (2001-2009) ومثلت في مسلسل الخادمات المخادعات في 2013 وهي من أصل دومينيكاني.

## روابط خارجية
- جودي رييس على موقع IMDb (الإنجليزية)
- جودي رييس على موقع ألو سيني (الفرنسية)
- جودي رييس على موقع أول موفي (الإنجليزية)
- جودي رييس على موقع قاعدة بيانات الأفلام السويدية (السويدية)
- جودي رييس على موقع إن إن دي بي (الإنجليزية)
- جودي رييس على موقع قاعدة بيانات الفيلم (الإنجليزية)
- جودي رييس على موقع كينوبويسك (الروسية)